# Charopidae
Famille
Synonymes
- Dipnelicidae Iredale, 1937
- Flammulinidae Crosse, 1895
- Hedleyoconchidae Iredale, 1942
- Pseudocharopidae Iredale, 1944
- Trachycystidae Schileyko, 1986

Les Charopidae sont une famille de mollusques gastéropodes terrestres de l'ordre des Stylommatophora.

## Liste des taxons de rangs inférieurs
Sous-familles : Charopinae – Flammoconchinae – Flammulininae – Otoconchinae – Phenacohelicinae – Ranfurlyinae – Rotadiscinae – Semperdoninae – Therasiinae – Thysanotinae – Trachycystinae – Trukcharopinae
Genres Incertae sedis: Alpiniropa – Ammoniropa – Archiropa – Austellorien – Banjoropa – Bonhamaropa – Chordaropa – Climocella – Dendropa – Diemenoropa – Exquisitiropa – Gadoropa – Kessneropa – Lithocouperia – Lorelleia – Lottaropa – Oreokera – Reticularopa – †Colhueconus – †Patagocharopa